# Puntate di Sulla scena del delitto: Il caso del Cecil Hotel
La prima stagione della miniserie televisiva Sulla scena del delitto: Il caso del Cecil Hotel, composta da 4 episodi, è stata distribuita sulla piattaforma di streaming Netflix il 10 febbraio 2021.
| n° | Titolo originale     | Titolo italiano             | Pubblicazione USA | Pubblicazione Italia |
| -- | -------------------- | --------------------------- | ----------------- | -------------------- |
| 1  | Lost in Los Angeles  | Scomparsa a Los Angeles     | 10 febbraio 2021  | 10 febbraio 2021     |
| 2  | Secrets of the Cecil | I segreti del Cecil Hotel   | 10 febbraio 2021  | 10 febbraio 2021     |
| 3  | Down the Rabbit Hole | Nella tana del Bianconiglio | 10 febbraio 2021  | 10 febbraio 2021     |
| 4  | The Hard Truth       | La dura verità              | 10 febbraio 2021  | 10 febbraio 2021     |